# Rava-Ruska
Rava-Ruska (în ucraineană Рава-Руська, în poloneză Rawa Ruska) este un oraș raional din raionul Jovkva, regiunea Liov, Ucraina. În afara localității principale, nu cuprinde și alte sate.

## Demografie
Componența lingvistică a orașului Rava-Ruska
     Ucraineană (96,87%)
     Rusă (2,7%)
     Alte limbi (0,06%)
Conform recensământului din 2001, majoritatea populației orașului Rava-Ruska era vorbitoare de ucraineană (96,87%), existând în minoritate și vorbitori de rusă (2,7%).

## Galerie de imagini

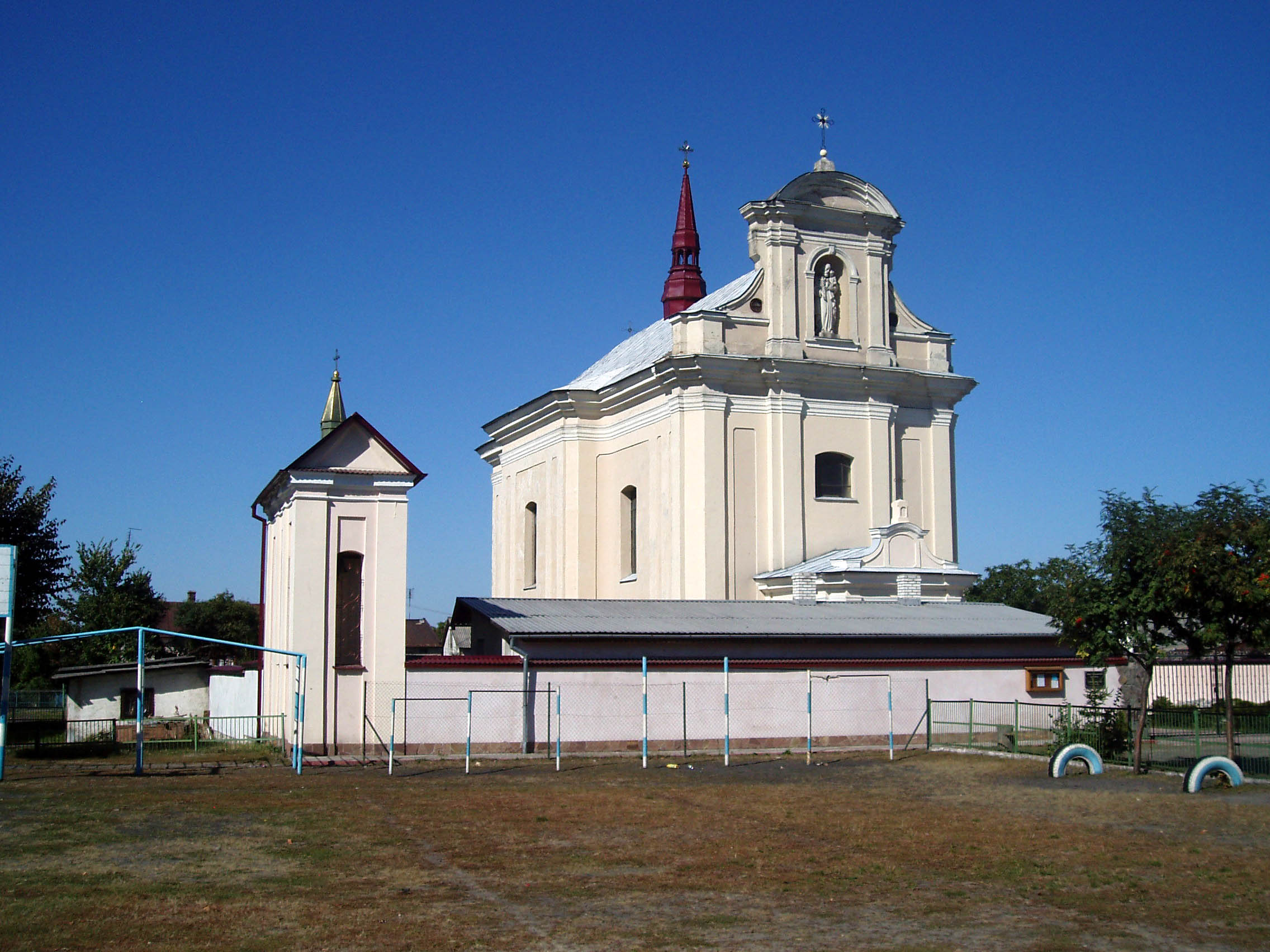
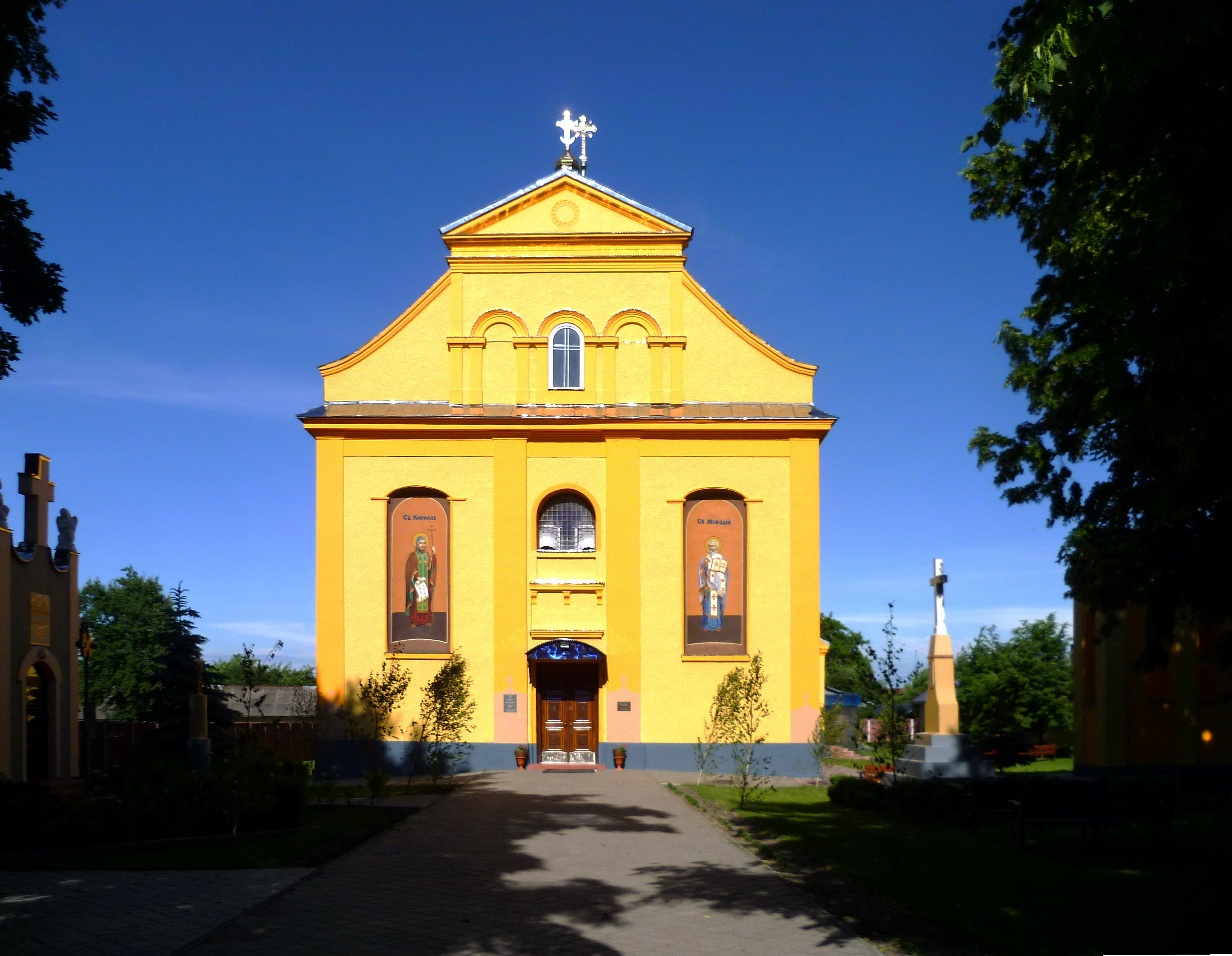
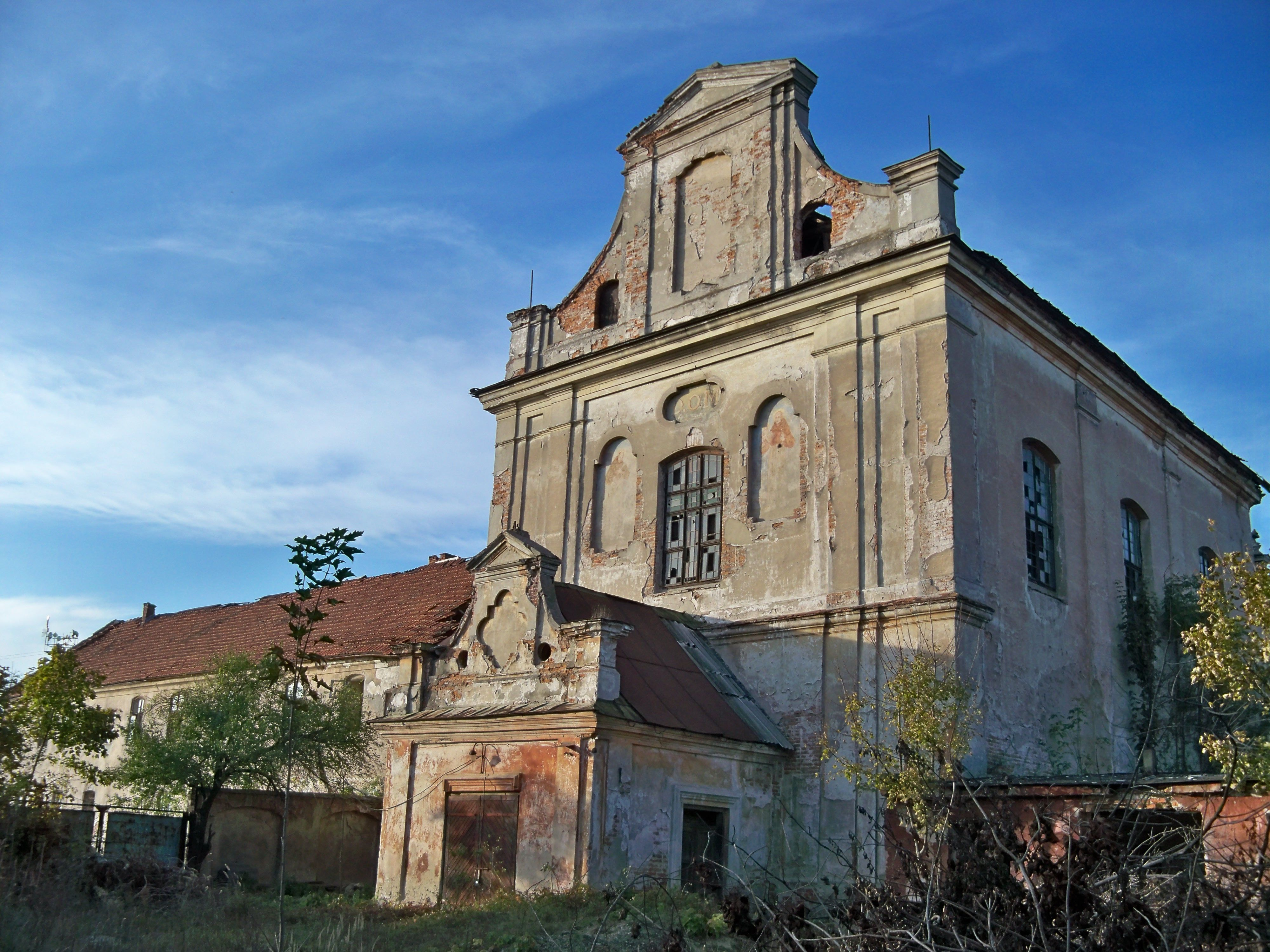
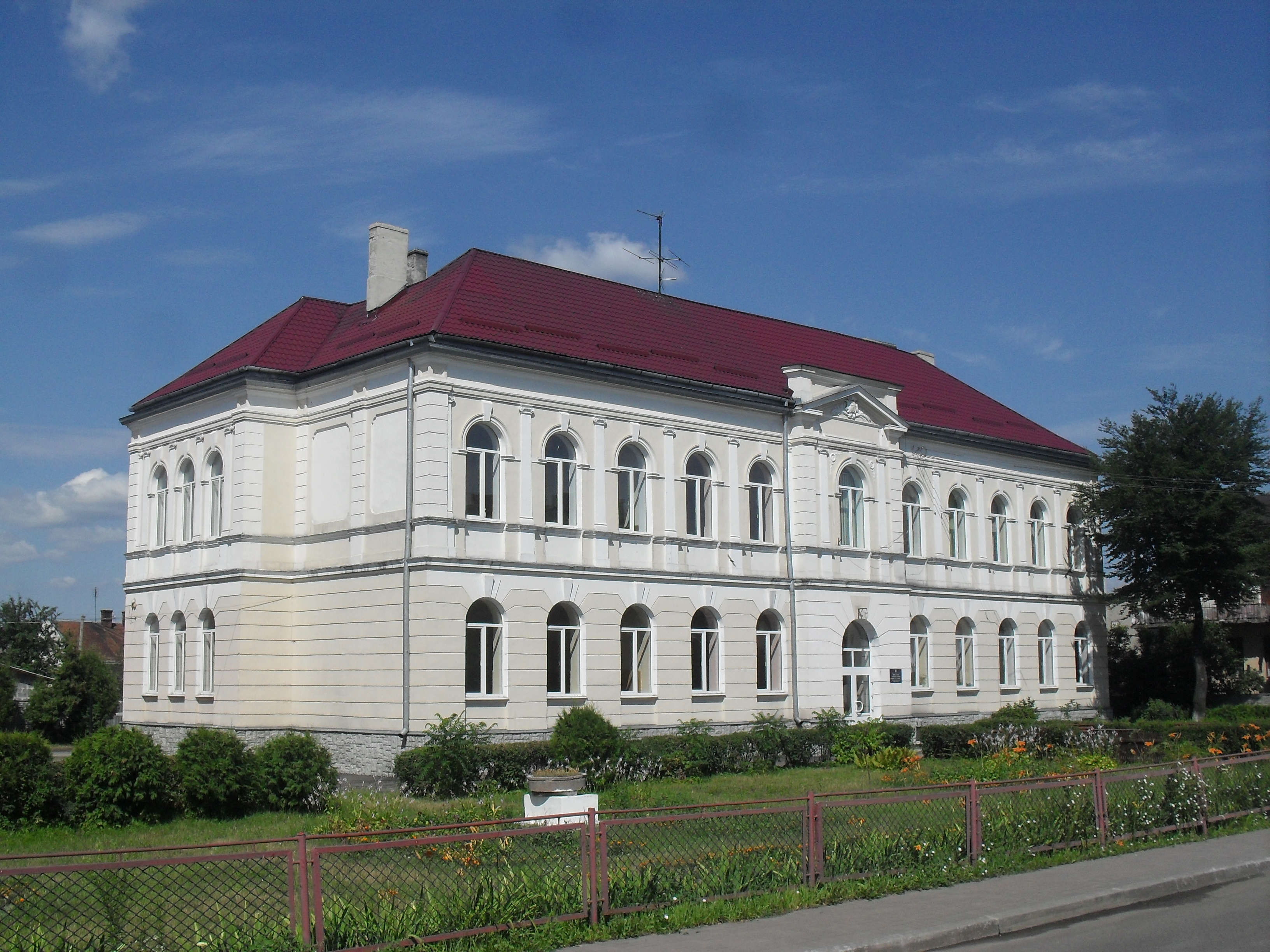
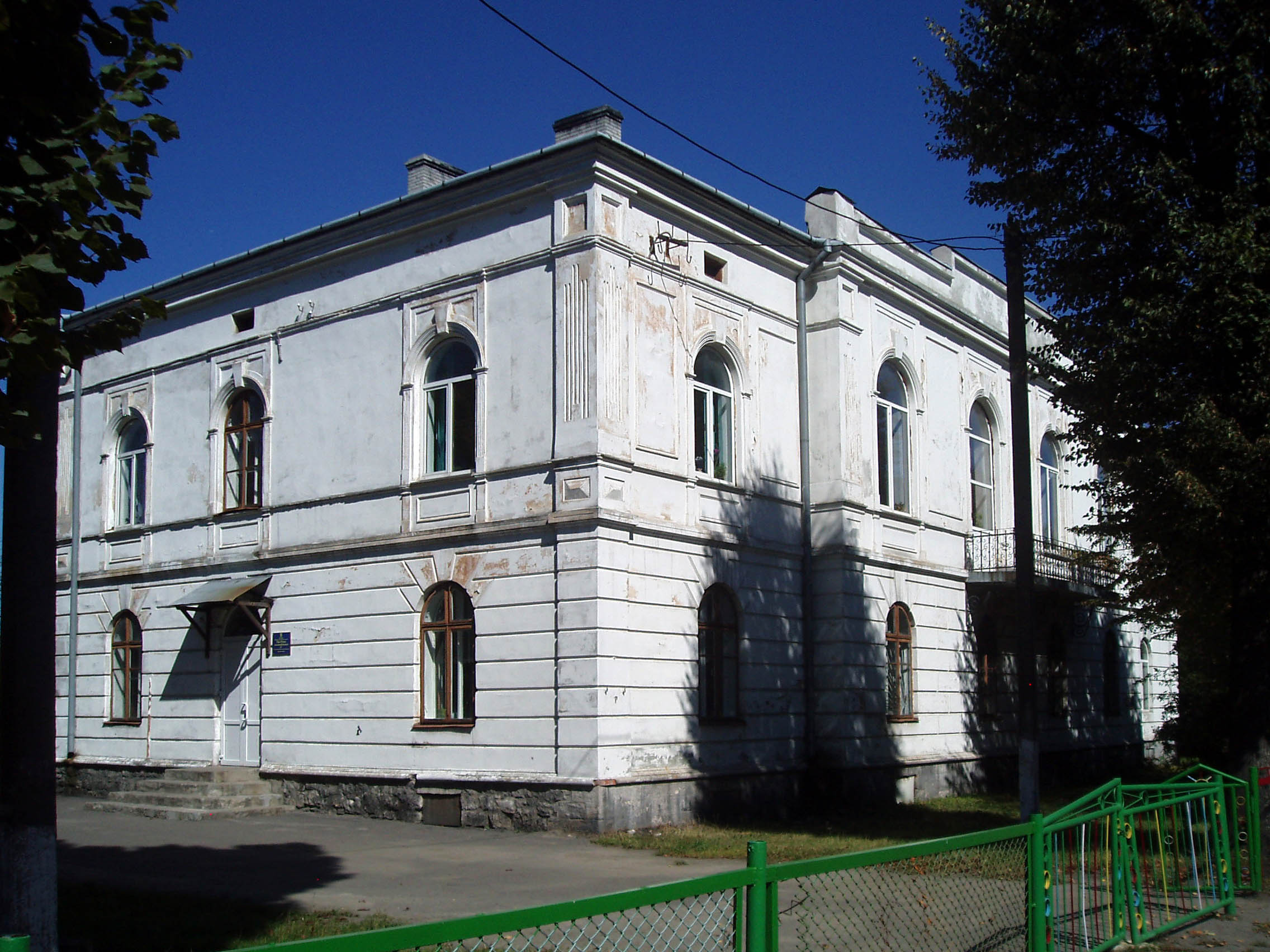
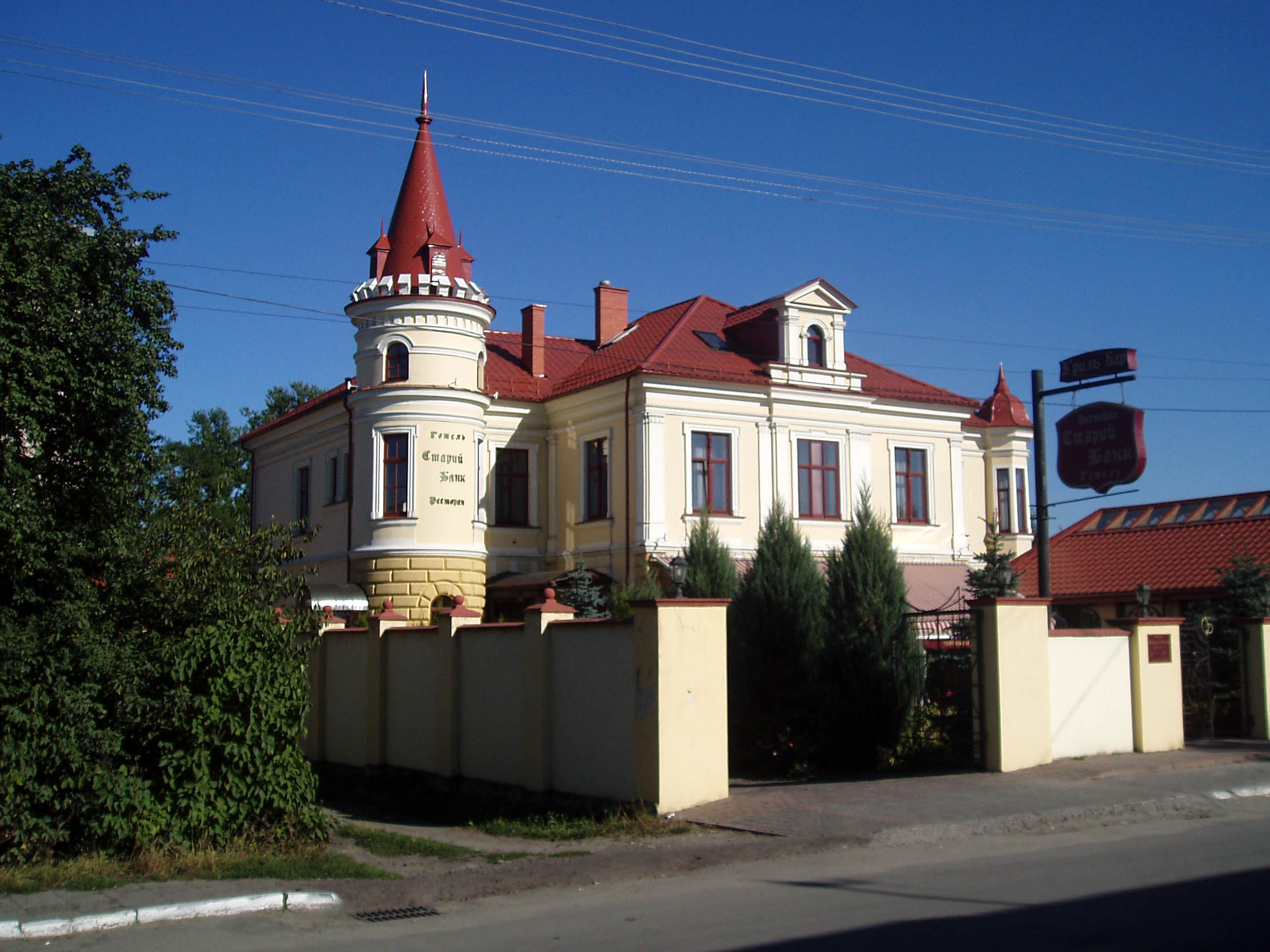
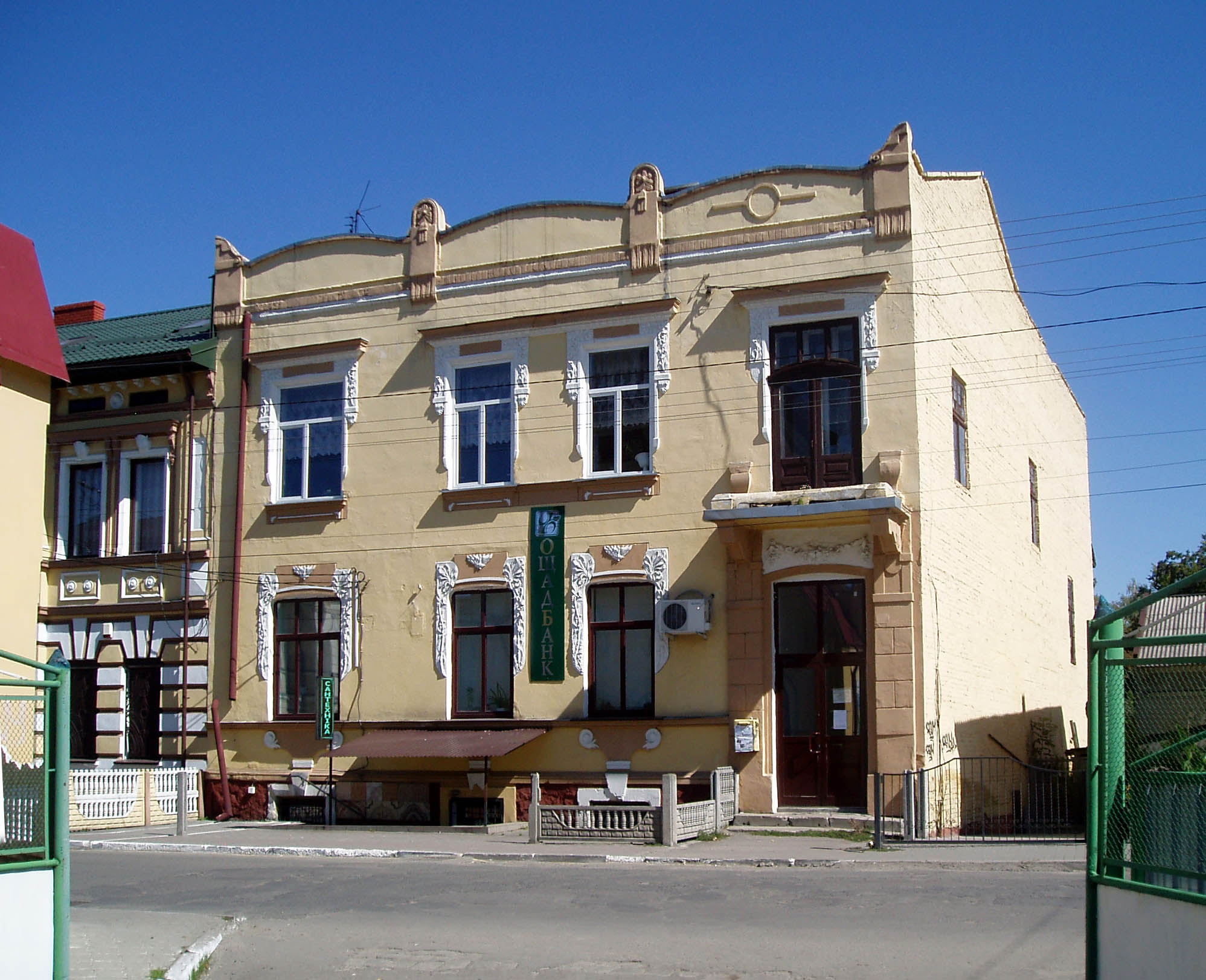
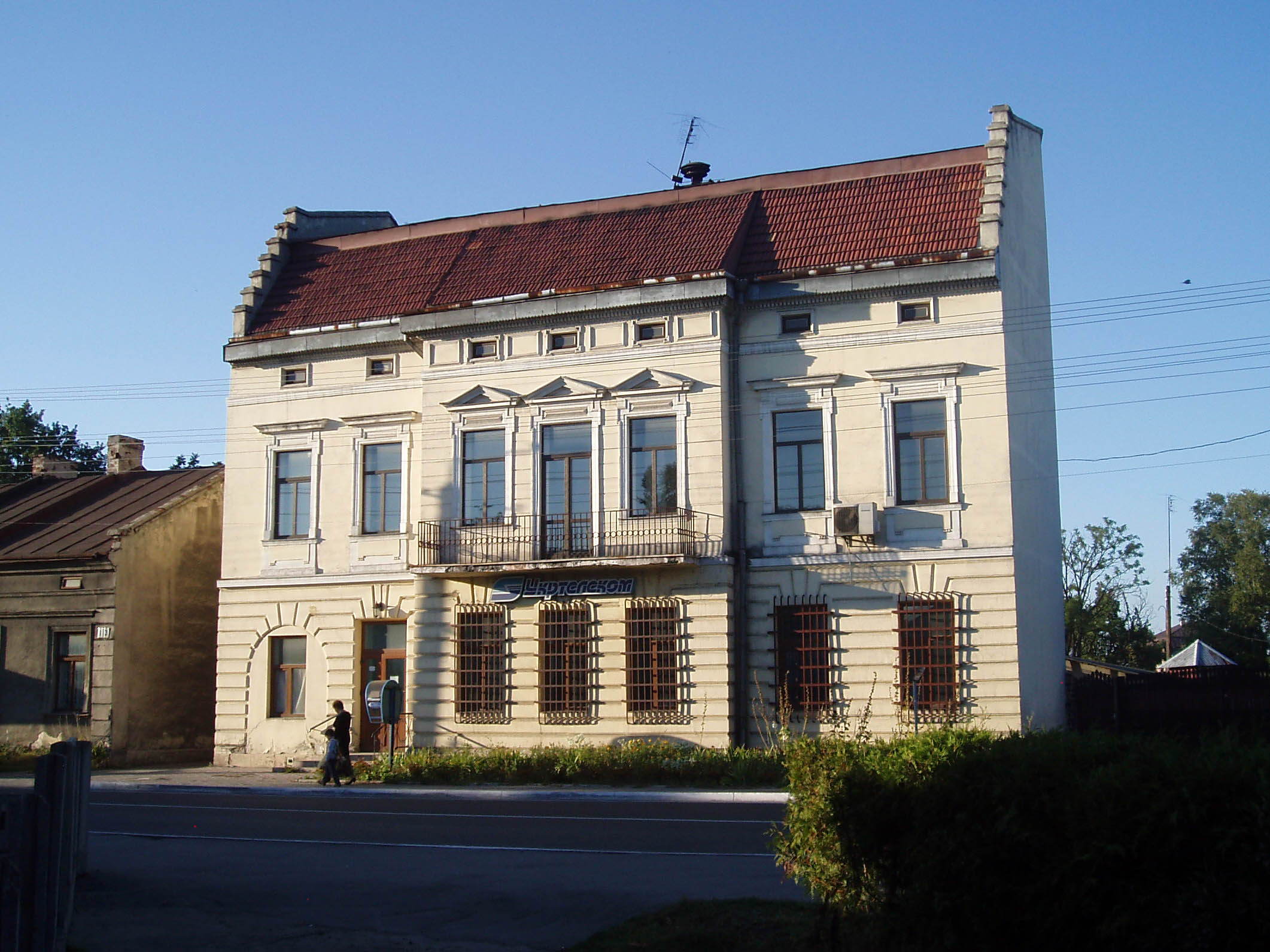
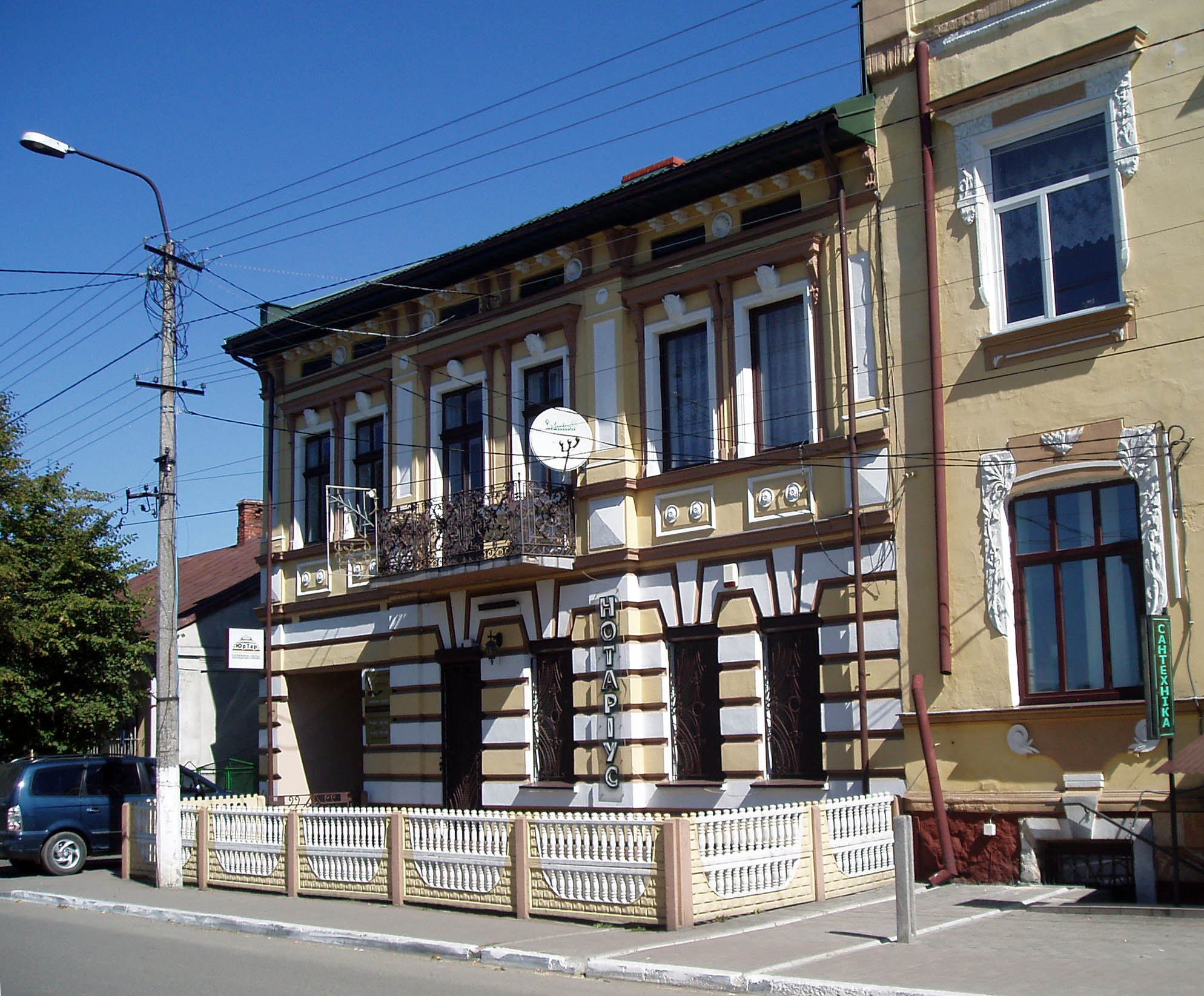
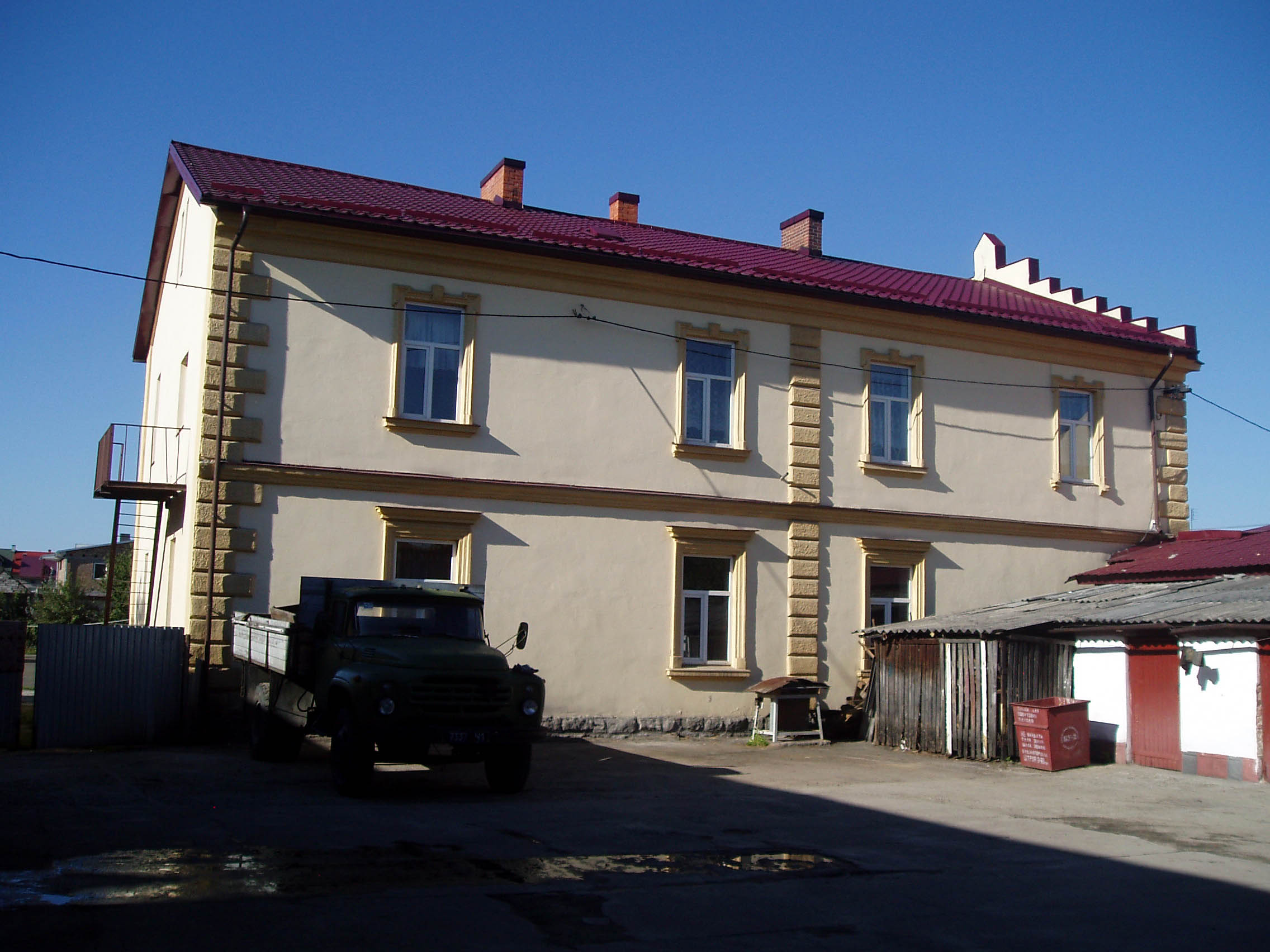

## Istorie
Regatul Poloniei 1455–1569

 Uniunea statală polono-lituaniană 1569–1772

 Imperiul Habsburgic 1772–1804

 Imperiul Austriac 1804–1867

 Austro-Ungaria 1867–1918

 Republica Populară a Ucrainei Occidentale 1918–1919

 Republica Polonă 1919–1939

 Uniunea Sovietică (ocupația) 1939–1941

 Imperiul German (ocupația) 1941–1944

 Uniunea Sovietică (ocupația) 1944–1945

 Uniunea Sovietică 1945–1991

 Ucraina 1991–prezent 